# Dennis Blair
Dennis Cutler Blair (ur. 4 lutego 1947 w Kittery) – amerykański wojskowy i polityk, admirał United States Navy w stanie spoczynku i były dyrektor Wywiadu Narodowego.

## Zarys biografii
W 1964 ukończył szkołę średnią St. Andrew's w Middletown, a cztery lata później – United States Naval Academy w Annapolis. Jako laureat Stypendium Rhodesa (Rhodes Scholarship) studiował także na Uniwersytecie Oksfordzkim, uzyskując magisterium w dziedzinie historii i rusycystyki. 
W czasie służby w US Navy był m.in. szefem (Commander in Chief) United States Pacific Command (USPACOM), dowództwa amerykańskich sił zbrojnych rejonu Pacyfiku. Pełnił służbę w Białym Domu w czasie prezydentury Jimmy'ego Cartera i Ronalda Reagana. Odszedł z czynnej służby w stopniu admirała w 2002.
W 2009 został powołany przez prezydenta Baracka Obamę na pierwszego dyrektora Wywiadu Narodowego. Jednakże po serii biurokratycznych potyczek złożył rezygnację 20 maja 2010.